# Rolando Trujillo
Rolando Trujillo Cabellero (* 17. Juli 1979) ist ein ehemaliger kolumbianischer Straßenradrennfahrer.
Rolando Trujillo begann seine Karriere 2005 bei dem kolumbianisch-italienischen Professional Continental Team Colombia-Selle Italia. In seinem ersten Jahr dort wurde er Dritter in der Gesamtwertung der Vuelta a Tovar. Im Jahr darauf wurde er Gesamtdritter bei der Vuelta Ciclista Aragua, und bei der Vuelta a los Santanderes belegte er den zweiten Platz in der Gesamtwertung. In der Saison 2008 konnte Trujillo die dritte Etappe der Vuelta a Venezuela für sich entscheiden.

## Erfolge
2008
- eine Etappe Vuelta a Venezuela

## Teams
- 2005 Colombia-Selle Italia
- 2006 Selle Italia-Serramenti Diquigiovanni